# سانسور یک داستان عاشقانه ایرانی
سانسور یک داستان عاشقانه ایرانی (به انگلیسی: Censoring an Iranian Love Story) نام رمانی است به نویسندگی شهریار مندنی پور که به زبان انگلیسی منتشر شده‌است. این کتاب توسط انتشارات کناپف و با ترجمه سارا خلیلی با تیراژ ۳۰۰ هزار نسخه در ایالات متحدهٔ آمریکا منتشر شد. در این رمان که از شیوهٔ متافیکشن یا دخالت نویسنده در متن استفاده شده، دو داستان در کنارهم روایت می‌شود؛ یکی داستان رابطه پسر و دختری به نام دارا و سارا و عدم امکان رشد این رابطه در ایران و داستان دیگر که حکایت مشکلات شهریار مندنی پور با سانسورچی کتاب‌ش است. این رمان که موفق به دریافت مجوز انتشار در ایران نشده به زبان‌های دیگری از جمله آلمانی هم ترجمه شده‌است.